# Візантійський музей Антивуніотиса
Візантійський музей Антивуніотиса — музей в місті Керкіра на острові Керкіра (Корфу), Греція, в якому розміщена колекція ікон, розписів, тощо.

## Історія
Музей розташований в храмі Богоматері Антивуніотиса (Holy Virgin «Our Lady of Antivouniotissa» (Kyra Antivouniotissa)). Храм є однією з найстаріших і найбагатших церковних пам'яток на острові та, ймовірно, був побудований наприкінці 15 століття. Комплекс будівель, присвячений Пресвятій Богородиці — Богоматері Антовуніотисі. Назва «Antivouniotissa» походить від топоніму, що вказує на розташування церкви на пагорбі під назвою «Antivoúni». Він розташований навпроти сусіднього пагорба Овріовуні, де спочатку оселилися євреї до створення єврейського кварталу на околиці Нової фортеці наприкінці XVI століття.
У нотаріальному акті 1497 р. Antivouniotissa згадується як парафіяльна церква: «… парафія Пресвятої Богородиці Антовунтіотиса …». Це свідчить про те, що церква була заснована раніше дати нотаріального акту. Отже, це одна з найдавніших церков у місті Керкірі, побудована за межами Старої фортеці задовго до того, як венеційці взяли місто в облогу. В іншому договорі 1558 р. зафіксовано, що церква була як притватною, так і братською церквою (нею керувала група «братів») як і у більшості церков венеційського періоду на Керкірі, і вона належала місцевим знатним родинам корфіотів та використовувалась як місце їх поховання та поховання служителів церкви, її засновників, родин. Також церква згадується в документах того періоду в статусі монастиря, хоча така назва часто використовується до корфійських церков, які не виконують монастирські функції.
Розмір церкви, реліквії, срібна канделябра та підсвічники, багато різьблення по дереву, вкритого позолотою свідчать про те, що церква мала гарну славу та була особливо успішною протягом XVII століття, коли їй належали великі земельні ділянки, і як результат, багато людей бажали бути похованими в ній.
На початку XX століття сім'ї Аламаноса, Гуліса, Калогераса, Лазараса, Мілонопулоса, Дорія-Просалентіса, Різікаріса та Скарпаса було офіційно визнано засновниками-власниками церкви (частина з цих сімей пізніше відмовилась від цієї власності).

## Передача церкви у державну власність та створення музею

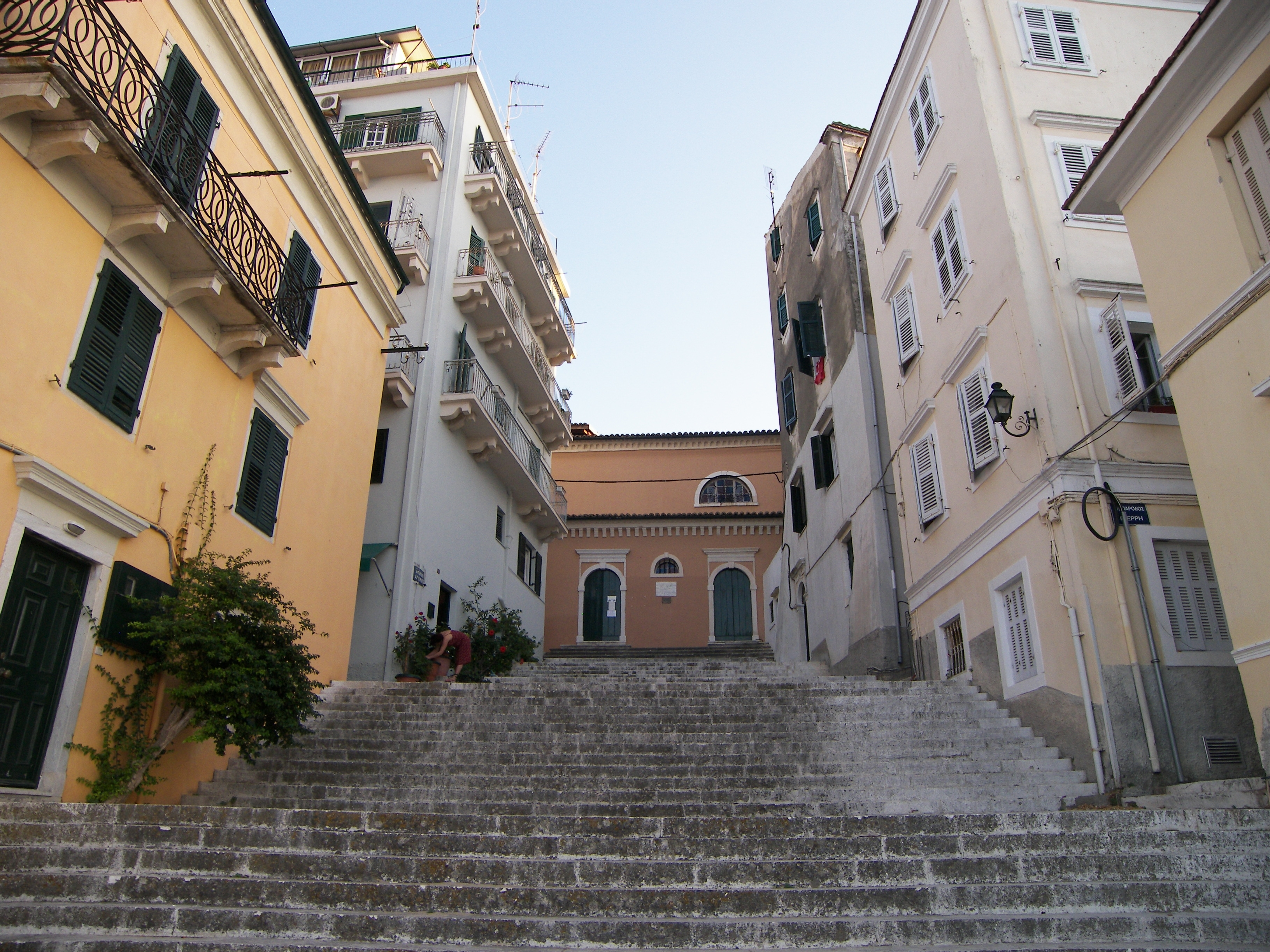
Церква- музей розташована на верхній частині сходів

У 1979 році родини власників церкви (Милінопулоса, Різікарі та Скарпи (за деякими даними також родина Аламаноса)) вирішили подарувати грецькій державі церкву за умови, що вона протягом 5-ти років буде відремонтрована та стане використовуватись як Музей християнського мистецтва, а також щороку 6 грудня в день свята Богородиці, якій вона була присвячена, продовжуватиметься служіння Божественної Літургії.
Багато зусиль для відновлення церкви та перетворення її в музей доклала покійна Агата Мілонопулу-Копіці — член однієї з родин-засновників церкви.
21 травня 1984 року, після мінімальної реставрації, тодішній міністр культури Греції Меліна Меркурі відкрила церкву-музей. Тоді розпочалась також експозиція ікон, які зберігалися у сучасному Музеї азійського мистецтва Керкіри. Однак серйозні проблеми з будівлями залишилися невирішеними (це стосувалося даху, різьби по дереву стелі, високого рівня вологості в приміщенні та нестачі персоналу). Музей діяв п'ять років, але його довелося закрити в 1989 році.

## Другий етап реставрації церкви
У 1992 році на Корфу розпочалась підготовка до проведення саміту Європейського Союзу, запланованого на червень 1994 року [Архівовано 17 травня 2011 у Wayback Machine.]. Зважаючи на цей саміт за сприяння колишнього прем'єр-міністра Георгіоса І. Ралліса, було вирішено низку питань, пов'язаних з реконструкцією церкви та функціонування музею. Завдяки цьому було забезпечено фінансування, необхідне для проекту та як наслідок у музеї відновилися реставраційні роботи. Так, проведено капітальний ремонт дахів, реконструкція покрівлі та реставрація стелі. Ці роботи, а також нове музеєзнавче дослідження для повторної виставки проходило для відновлення пам'ятника передусім як церкви. Як наслідок у червні 1994 року, після другої та остаточної фази реставрації церква, повернувши колишню пишність, була відкрита з новою постійною виставкою.
Експозиція музею була остаточно сформована в 2000 році, а 23 серпня 2000 року, в церкві відбувся комплекс заходів з передачі її громаді.

## Архітектура
Церковний комплекс є простим у зовнішньому оздобленні, проте досить масивним та створює вражаючу і гармонійну композицію, повністю включену в техногенне середовище історичного центру міста Керкіри. Він складається з будівлі, що містить головну церкву з трьома притворам, зовнішній двір із дзвінницею та двоповерхову будівлю, яка завершує комплекс на сході. Головна церква складається з єдиної центральної прямокутної нави, розмірами 20,50×9,10 м, дотримує нормальних для костелів пропорцій (2: 1). Ця церква прямокутного типу з єдиним центральним простором та дерев'яним, покритим черепицею двосхилим дахом є базилікою. На сході, знаходиться простора вівтарна частина, яка складається з центральної апсиди та двох менших обабіч неї, які виступають назовні церкви.
Головний вхід в церкву перебуває на півночі де розташовані двері-близнюки, до яких ведуть симетричні сходи. На трьох сторонах церкви (північ, захід і південь) нава із зовнішньої сторони оточена закритим портиком завширшки приблизно чотири метри, що має форму грецької Π, нижчим ніж нава дахом. Такий коридор-портик на острові називається «нартікас» та є унікальною особливістю для міських церков острова. Церква Антивуніотиса — це єдиний пам'ятник, який зберіг недоторкану типову форму керкірської церкви з навколишнім притвором. Стіни північного та південного притворів простягаються назовні на схід, створюючи закрите подвір'я під відкритим небом. Північні та південні двері нави побудовані в рівень з відповідними дверима притворів.
Арки на західному притворі, які залишаються видимими, але тепер перекриті, як свідчать відповідні ддослідження — це колишні отвори будівлі комплексу, яка не збереглася. На противагу цьому двері на південно-західній стороні з овальним отвором (з внутрішньої сторони замуровані та їх контури видно лише із зовнішньої сторони церкви). Арочні, прямокутні або круглі отвори мають кам'яні рами, а вхідні двері в південному притворі мають рельєфне оздоблення. Вікна не мають правильної форми чи розмірів, і, швидше за все, вони були збудовані в різні періоди.
На відміну від фасаду, інтер'єр церкви відрізняється особливо багатою прикрасою та ефектністю. Нава освітлена чотирма арочними отворами, симетрично розташованими високо на стінах, і великим, характерно ренесансним окулюсом на його західній стіні. Коло стін по периметру розташовано дерев'яні лавки на дерев'яних платформах з високими спинками та підлокітниками (характерна риса церков Керкіри).
Важливим в стилі внутрішнього оздоблення церкви є її стеля, позолочена різьбленою по дереву «уранією» (ouranόs = «небо» грецькою мовою). На Іонічних островах плоска стеля, прикріплена до дерев'яного даху церкви, називається «уранія». Прикрашена різьбою по дереву або картинами, вона також містить вплив венеційського бароко. Стеля Antivouniotissa, мабуть, найдавніша у місті, прикрашена лише позолоченою різьбою по дереву. Стеля розділена на однакові за розміром квадратні стільники, розташовані в чотири ряди по десять стільників на ряд. Стільники обладнані широкою позолоченою рамою з рельєфною зоною, увігнутими та опуклими молдингами. В центрі кожного стільника є левова голова з широко відкритими очима і ротом, що нагадує театральні маски (машерони) італійського бароко XVII-XVIII ст., Або навіть традиційні народні апотропічні маски, які відганяють зло. Більш простий і вузький позолочений каркас межує з гладким рівним фоном стільників синьо-зеленого «небесного» кольору.

## Експозиція
У Музеї є близько дев'яноста ікон, які датуються періодом з другої половини XV століття до XIX століття і свідчать про роль, яку острів Керкіра (Корфу) відігравав у розвитку грецької церковної іконографії, особливо після 1664 р., коли чимало біженців-критських живописців приїхали на Корфу або щоб оселитися, або на шляху до Венеції.
Відповідно до музейно-музеєграфічного дослідження та наступної консервації, ікони, богослужбові та культові предмети та вся інша обстановка церкви, включаючи посудини, світильники, канделябри, свічкові підставки, богослужбово-декоративні тканини тощо розміщені відповідно до місцевої церковної традиції. Як наслідок, нава і вівтарна частина були повністю відновлені до свого первинного вигляду, відповідно до архівних фотографій. Зовнішні притвори «нартекси», які використовувалися для поховань, разом із ризницею утворюють головний музейно-виставковий простір. Перш за все, тут проедставлені ікони з колекції Музею азійського мистецтва, а також деякі ікони з церкви. Еспозиція враховує хронологічні, іконографічні та стилістичні особливості кожного твору та починається від північного нартексу, продовжується на заході і закінчуючи на півдні. Реконструкція 1994 року допомогла відновити церкві її велич та забезпечити поєднання як релігійної так і музейної функції.

## Колекція Ікон

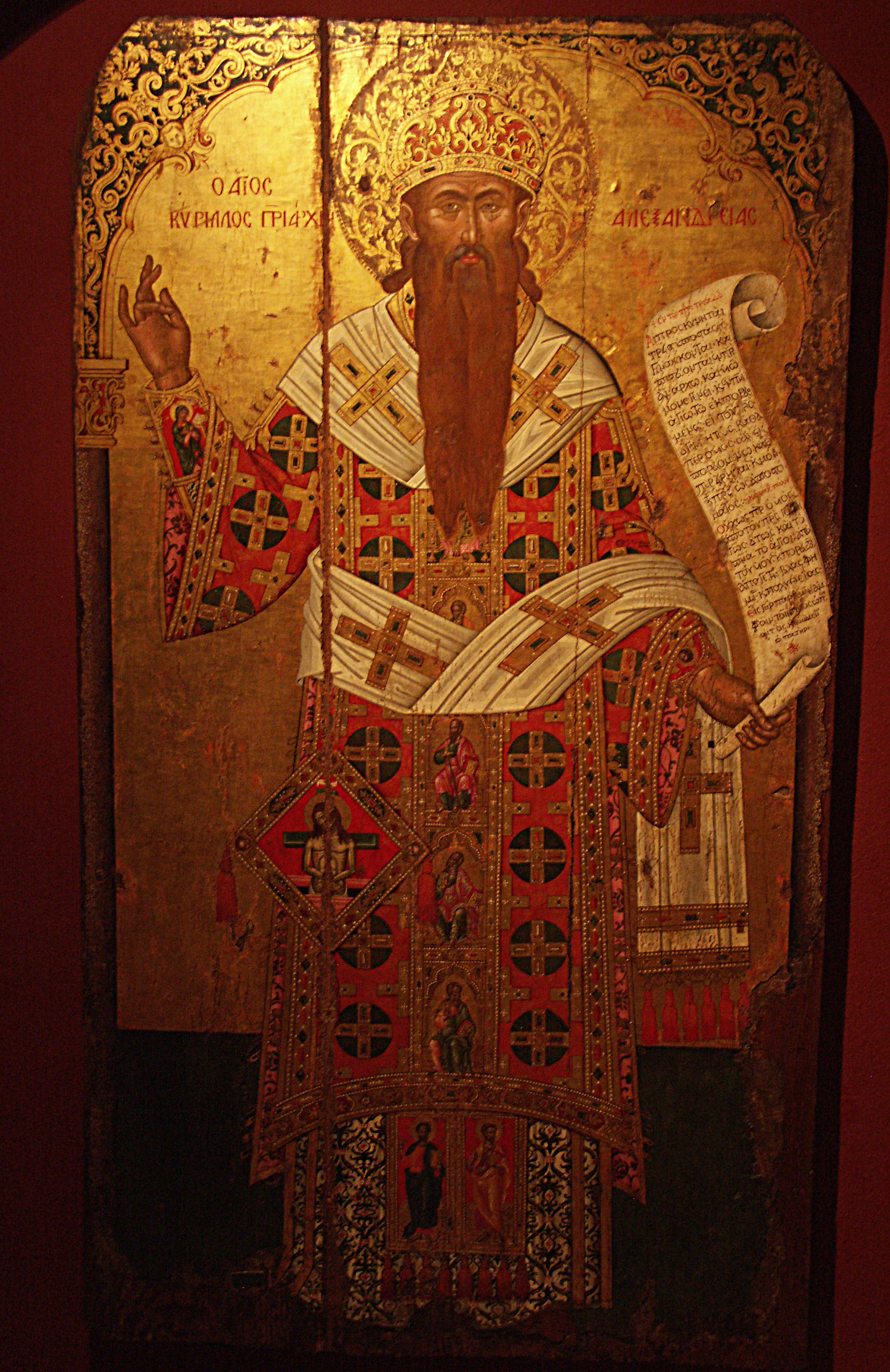
Ікона святоно Кирила Александрійського — Еммануїл Тзанес

В музеї представлені ікони як невідомих так і таких відомих (встановлених) авторів: Ніколаос Цафуріс (15 століття) — Дейзіс; Яковос (перша половина 16 століття) — Спуск у пекло; Михайло Дамаскін (близько 1535–1600 рр.) Святі Сергій, Вакх і Юстина (виготовлений після битви при Лепанто (1571 р.) для церкви Тримартіроса), Апостол Фома; Еммануїл Лампардос (перша половина XVII століття) — Христос Первосвященик, Богородиця Одигтерія 1629, святий Іоан Хреститель, Первосвященик; Еммануїл Тзанес, (1610–1690) — святий Кирило Александрійський 1654, "Не торкайся Мене 1657; Георгій Кортезас (перша половина 17 століття) — Три Архангели; Еммануїл Цанфурнаріс, (1570—1631) — Епітафія; Єремія Палладас (1660) — Святий Іван-Відлюдник та сцени з його життя; Михайло Авраміс (початок XVII століття) — Три ікони (темплон) (Христос Пантократор, Пречиста Богородиця, святий Іоан Хреститель); Теодор Пулакіс (1620—1692) — Святий Миколай та сцени з його життя, Різдво Христове, Представлення Богородиці, Різдво Івана Хрестителя; Філотей Скуфос (початок 17 століття — 1685 р.) Каменування Святого Степана; Іоанніс Москос, кінець 17 — початок 18 століття, — «Тебе радіє»; Віктор (17 століття) Зоодохос Пігі; Іоанніс Ценос (17 століття) святий Іоанн Дамаський 1682 р.; Еммануїл Скорділіс (17 століття) — Встановлення Чесного Хреста; Стефанос Цанкаролас (2-га половина 17 — початок 18 століття) — святий Алексій, людина Божа; Константинос Контарініс (2-ї половини 17 — початку 18 століття) 4 ікони зі сценами із Старого Заповіту Поховання Богородиці, святий Кодрат, святий Юрій; Димитріос Фоскаліс (кінець 17 — перша половина 18 століття) — святий Юрій (паламар); Георгій Хризолорас, (1700–1760) — Богородиця Іпсілі; Спиридон Сперанцас (1733–1818) — Святий Басін; Ніколаос Кутузіс, (1741—1813) — Поклоніння пастухів, Поклоніння волхвів, Представлення Христа, Обезголовлення Івана Хрестителя; Ніколаос Кантуніс, (1767–1834) — святий Григорій Богослов; Петрос Павлідіс (1880-після 1861) — Христос Панторкатор на троні; Іоанніс - Ваптистіс Калосгурос, (1794—1878) — Лабарум (неф).

## Графік роботи та квитки

### Квитки
Повна вартість — €4, знижена — €2. З 1 листопада по 31 березня знижена ціна єдиного квитка діє для всіх відвідувачів.
Спеціальний пакет квитків на 3 дні: Візантійський музей Антивуніотиса, Археологічний музей Керкіри, Музей азійського мистецтва, Стара фортеця, Музей Палополіса (Мон Репо).
Безкоштовний вхід діє: 6 березня (на згадку про Меліну Меркурі); 18 квітня (Міжнародний день пам'яток і визначних місць); 18 травня (Міжнародний день музеїв); останні вихідні вересня (Дні європейської спадщини); національні свята.

### Графік роботи
З 1 листопада по 31 березня щодня, крім вівторка, 08.30-15.30
З 20 квітня по 31 жовтня щодня, крім середи: 08.30-16.00.